# East San Gabriel
East San Gabriel statisztikai település az USA Kalifornia államában, Los Angeles megyében. Lakosainak száma 22 769 fő (2020. április 1.).

## Népesség
A település népességének változása:

| 2010 | 14 874 |
| 2020 | 22 769 |